# Michael Brake
Pour les articles homonymes, voir Brake.
Michael Brake, né le 22 octobre 1994 à Auckland, est un rameur d'aviron néo-zélandais spécialiste du huit.

## Palmarès

### Jeux olympiques
- 2020 à Tokyo,  Japon
  -  Médaille d'or en huit[1]

### Championnats du monde
- 2019 à Ottensheim,  Autriche
  -  Médaille d'argent en huit